# Dapoxetina
A dapoxetina, também conhecida pelo nome comercial Prosoy, é um fármaco utilizado pela medicina como tratamento para a ejaculação precoce masculina. Pertence a mesma classe da fluoxetina, sendo considerado um inibidor seletivo da recaptação da serotonina. Foi desenvolvida nos laboratórios Eli Lilly inicialmente como antidepressivo.
Em estudo realizado pela Universidade de Minnesota, 1200 homens ejaculavam depois de um minuto do início da relação (média), após o tratamento, com doses de 30 e 60 mg, ejaculavam depois de três minutos.
O medicamento não aumenta o desejo sexual e as hipóteses para a sua ação são a consequência do aumento de serotonina nas regiões ligadas ao prazer sexual, diminuindo assim o libido e a ansiedade. Dapoxetina também causaria o espessamento das secreções do esperma, reduzindo o tempo de ejaculação.

## Farmacologia
A dapoxetina pertence à família dos fármacos inibidores seletivos de recaptação de serotonina (ISRS). O que distingue é que ele foi projetado especificamente para a ejaculação precoce, ao contrário de outros medicamentos SSRI como Aropax, Prozac e Zoloft que foram inicialmente concebidos para tratar a depressão.[carece de fontes?]
A dapoxetina atua no cérebro de forma semelhante a um antidepressivo. Para que a ejaculação aconteça, tem de ser enviado um reflexo do seu cérebro ao seu sistema nervoso. O fármaco diminui a captação desta mensagem pelo cérebro, permitindo ao pénis continuar estimulado durante mais tempo e fazendo com que tenha mais controle sobre a sua ejaculação.

## Efeitos secundários
- Tontura
- Náusea
- Dor de cabeça
- Desmaio

## Contraindicações
- Baixa pressão arterial
- Depressão
- Tonturas
- Insuficiência cardíaca e arritmias

## Interações medicamentosas
- Tioridazina
- Lítio
- Linezolida
- Triptofano
- Tramadol
- Medicamentos para a disfunção erétil (sildenafil, tadalafil e vardenafil)
- Outros Inibidores Seletivos da Recaptação de Serotonina.